# Мелантон, Кайса
Кайса Мелантон (швед. Kaisa Melanton, полное имя Kaisa Brita Melanton, урождённая Бьёрклунд; 1920—2012) — шведская художница по текстилю, дизайнер и иллюстратор.

## Биография
Родилась 1 января 1920 года в муниципалитете Тэби округа Стокгольм в семье инженера Эрика Эйнара Бьёрклунда и его жены Эстрид Биргитты Николин Ларссон. Была сестрой торговца антиквариатом Торстена Бьёрклунда.
Уже в юном возрасте бабушка по материнской линии познакомила Кайсу с ткачеством. Девушка в течение года обучалась на учителя рисования в стокгольмской школе Констфак, но затем перешла на курсы по текстилю Барбро Нильссон, которые окончил в 1943 году. Кайса вышла замуж за своего однокурсника Эрланда Мелантона, который стал учителем рисования в Эрншёльдсвике. Здесь семья провела несколько лет, прежде чем вернуться в Стокгольм. У них было четверо детей: Лотта, Стина, Йорген и Йохан.
Кайса знакомилась с искусством ткачества во Франции и Италии. С 1951 года работала художником в ассоциации Handarbetets vänner, одновременно работая внештатно для различных клиентов. Свое первое задание для общественной среды она получила в 1953 году — это был занавес для кинотеатра «Фламман» в Стокгольме. В эти годы, вдохновлённая отдыхом на острове Эланд создала триптих Det fria ordet.
В 1969—1979 годах Кайса Мелантон была старшим преподавателем текстильной дисциплины в школе Констфак и художественным руководителем мастерской Båstad Märta Måås-Fjetterström AB Мярты Мос-Фьеттерстрём в Бостаде в 1970—1975 годах, сменив на этом посту Эдну Мартин. В 1979—1990 годах Мелантон являлась советником по художественным вопросам в Handarbetets vänner. За этот период художница создала большое количество работ для общественных мест, в том числе в 2001 году для стокгольмской церкви Katarina kyrka, когда она была восстановлена после пожара и повторно освящена в 1995 году.
У художницы были персональные выставки на вилле Вальдемарсудде в Стокгольме в 1972 году, в Музее Мальмё в 1974 году, в Galleri Doktor Glas в Стокгольме в 1979 году, в Королевской академии искусств в Стокгольме в 1980 и 1997 годах, а также в других галереях и музеях Швеции вплоть до 2006 года. Работы Кайсы Мелантон были представлены также на выставке Experimentell textil в музее Skissernas museum в Лунде в 1997 году. В качестве иллюстратора она участвовала в выставке Unga tecknare в Национальном музее Швеции в 1947 и 1950 годах, а также в осенней выставке Шведской ассоциации общего искусства в художественной галерее Liljevalchs konsthall в 1945 году.
В 1974 году Кайса Мелантон стала членом Королевской академит свободных искусств, в 1980 году была награждена медалью принца Евгения.
Работы Мелантон представлены во многих музеях Швеции, в том числе в Музее северных стран, Национальном музее Швеции, Музее современного искусства, а также в лондонском Музее Виктории и Альбертаю
Умерла 12 ноября 2012 года в Стокгольме.